# Championnats d'Europe juniors de natation 2007
Les Championnats d'Europe juniors de natation se sont déroulés à Anvers en Belgique du 18 au 22 juillet 2007.
Les résultats sont les suivants :

## Messieurs

### Nage libre
- 50 m nage libre - 18 juillet

1. Sergey Fesikov RUS	22 s 63
2. Oleg Tikhobaev RUS	22 s 64
3. Luca Dotto  ITA	22 s 90
4. Yoris Grandjean BEL	22 s 96
5. Paulo Jorge Santos POR	23 s 03
6. Konrad Czerniak POL	23 s 06
7. Christoph Fildebrandt GER	23 s 11
8. Vlad Caciuc ROU	23 s 33

- 100 m nage libre  - 18 juillet

1. Yoris Grandjean BEL	49 s 91
2. Sergey Fesikov RUS	49 s 97
3. Oleg Tikhobaev RUS	50 s 63
4. Marcin Tarczynski POL	50 s 69
5. Oleksandr Isakov UKR	50 s 69
6. Michele Santucci ITA	50 s 87
7. Nimrod Shapira Bar-Or ISR	51 s 04
8. Adam Brown GBR	51 s 19

- 200 m nage libre  - 18 juillet

1. Mikhail Polishchuk RUS	1 min 48 s 90
2. Nimrod Shapira Bar-Or ISR	1 min 50 s 36
3. Glenn Surgeloose  BEL	1 min 50 s 79
4. Cesare Sciocchetti ITA	1 min 50 s 86
5. Eloi Saumell Montserrat ESP	1 min 51 s 53
6. Oleksandr Isakov UKR	1 min 52 s 49
7. Alex Di Giorgio ITA	1 min 52 s 86
8. Christoph Fildebrandt GER	1 min 53 s 38

- 400 m nage libre  - 18 juillet

1. Mateusz Matczak POL	3 min 51 s 34
2. Luca Baggio ITA	3 min 54 s 12
3. Nimrod Shapira Bar-Or ISR	3 min 54 s 83
4. Mikhail Polishchuk RUS	3 min 55 s 38
5. Adam Dajka HON	3 min 55 s 63
6. Maciej Hreniak POL	3 min 56 s 23
7. Alex Di Giorgio ITA	3 min 56 s 55
8. Robin Backhaus GER	3 min 58 s 57

- 800 m nage libre  - 18 juillet

1. Maciej Hreniak POL	8 min 01 s 89
2. Luca Baggio ITA	8 min 04 s 54
3. Davide Sitti  ITA	8 min 05 s 90
4. Juan Luis Rodriguez Pulido ESP	8 min 10 s 43
5. Clément Saccheri FRA	8 min 13 s 59
6. Dmitry Chechulin RUS	8 min 13 s 84
7. Charlie Cuignet FRA	8 min 16 s 21
8. Robin Backhaus GER	8 min 16 s 69

- 1500 m nage libre  - 18 juillet

1. Maciej Hreniak POL	15 min 10 s 78
2. Luca Baggio ITA	15 min 22 s 17
3. Davide Sitti ITA	15 min 28 s 00
4. Robin Backhaus GER	15 min 40 s 54
5. Clément Saccheri FRA	15 min 50 s 10
6. Juan Luis Rodriguez Pulido ESP	15 min 50 s 33
7. Andrew Meegan IRL	15 min 56 s 26
8. Çağlar Gökbulut TUR	16 min 06 s 26
9. Pál Joensen FER	16 min 11 s 91

### Dos
- 50 m dos  - 18 juillet

1. Adam Maczewski POL	26 s 30
2. Marco Loughran GBR	26 s 46
3. Rustam Rybin RUS	26 s 55
4. Pavel Sankovich BLR	26 s 60
5. Michele Grossi ITA	26 s 71
6. Luka Leskur CRO	26 s 91
7. Matteo Giordano ITA	26 s 93
8. Eloy Sanchez Torres ESP	27 s 11

- 100 m dos  - 18 juillet

1. Marco Loughran GBR	55 s 63
2. Damiano Lestingi ITA	55 s 64
3. Felix Wolf GER	56 s 64
4. Gábor Balog  HON	56 s 73
5. Christopher Walker-Hebborn GBR	57 s 25
6. Adam Maczewski POL	57 s 27
7. Pavel Sankovich BLR	57 s 31
8. Rustam Rybin RUS	57 s 35

- 200 m dos - 18 juillet

1. Damiano Lestingi ITA	1 min 59 s 34
2. Marco Loughran GBR	2 min 00 s 50
3. Gábor Balog HON	2 min 01 s 23
4. Yannick Lebherz GER	2 min 01 s 56
5. Artem Dubovskoy RUS	2 min 02 s 00
6. Christopher Walker-Hebborn GBR	2 min 03 s 06
7. Adam Dajka HON	2 min 04 s 17
8. Felix Wolf GER	2 min 06 s 30

### Brasse
- 50 m brasse - 18 juillet

1. Mattia Pesce ITA	28 s 43
2. Caba Siladji SRB	28 s 53
3. Viktor Vabishchevich BLR	28 s 62
4. Andriy Kovalenko UKR	28 s 92
5. Giacomo Perez-Dortona FRA	29 s 22
6. Giedrius Titenis LTU	29 s 37
7. Dániel Gyurta HON	29 s 39
8. David Szele HON	29 s 54

- 100 m brasse - 18 juillet

1. Dániel Gyurta HON	1 min 01 s 70
2. Edoardo Giorgetti ITA	1 min 02 s 32
3. Giedrius Titenis LTU	1 min 02 s 51
4. Caba Siladji SRB	1 min 02 s 63
5. Dmitry Shelomentsev RUS	1 min 02 s 73
6. Mikhail Ermolaev RUS	1 min 03 s 20
7. Andriy Kovalenko UKR	1 min 03 s 96
8. Max Partridge GBR	1 min 04 s 16

- 200 m brasse  - 18 juillet

1. Daniel Gyurta HON	2 min 10 s 71
2. Aleksey Zinovyev RUS	2 min 12 s 48
3. Luca Pizzini ITA	2 min 14 s 34
4. Edoardo Giorgetti ITA	2 min 14 s 76
5. Dmitry Shelomentsev RUS	2 min 14 s 89
6. Sergio Garcia Ortiz ESP	2 min 16 s 67
7. Marco Koch GER	2 min 17 s 68
8. Robert Holderness GBR	2 min 18 s 47

### Papillon
50 m papillon  - 18 juillet
1. Konrad Czerniak POL	24 s 53
2. Ivan Lenđer SRB	24 s 57
3. Yauheni Lazuka BLR	24 s 59
4. François Heersbrandt BEL	24 s 71
5. Alex Villaecija Garcia ESP	25 s 07
6. James Doolan GBR	25 s 17
7. Jan Sefl TCH	25 s 29
8. Mikolaj Czarnecki POL	25 s 61

- 100 m papillon  - 18 juillet

1. Ivan Lenđer	 SRB	53 s 21
2. Yauheni Lazuka	 BLR	53 s 90
3. Dinko Jukić	 AUT	53 s 97
4. François Heersbrandt	 BEL	54 s 41
5. Denys Dubrov	 UKR	54 s 84
6. James Doolan	 G-B	55 s 09
7. Alex Villaecija Garcia	 ESP	55 s 25
8. Mikolaj Czarnecki	 POL	56 s 03

- 200 m papillon  - 18 juillet

1. Dinko Jukić	 AUT	1 min 59 s 57
2. Federico Bussolin	 ITA	2 min 00 s 33
3. Peter Thompson	 G-B	2 min 00 s 69
4. Stefanos Dimitriadis	 GRE	2 min 02 s 08
5. Tim Wallburger	 ALL	2 min 02 s 18
6. Gabriele Landini	 ITA	2 min 03 s 15
7. Jose Luis Hernando Sanz	 ESP	2 min 03 s 19
8. Mikolaj Czarnecki	 POL	2 min 03 s 98

### 4 nages
200 m 4 nages - 18 juillet
1. Dinko Jukic AUT	2 min 01 s 34
2. Mateusz Matczak POL	2 min 03 s 46
3. Vadym Fastenko UKR 2
4. David Jan Schepers GER	2 min 05 s 01
5. Denys Dubrov UKR	2 min 05 s 12
6. Giorgio Battistella ITA	2 min 05 s 89
7. Péter Bordas HON	2 min 08 s 19
8. Xavier Mohammed GBR	2 min 08 s 30

- 400 m 4 nages  - 18 juillet

1. Mateusz Matczak POL	4 min 18 s 40
2. Dinko Jukic AUT 4 min 21 s 61
3. Yannick Lebherz GER	4 min 23 s 49
4. Sergio Garcia Ortiz ESP	4 min 26 s 58
5. Giorgio Battistella ITA	4 min 27 s 83
6. David Jan Schepers GER	4 min 27 s 86
7. Csaba Pek HON	4 min 28 s 53
8. Mariusz Mikolajewski POL	4 min 29 s 53

### Relais
- 4x100 m nage libre  - 18 juillet

1. Allemagne (Markus Deibler, Clemens Rapp, Christoph Fildebrandt, Dimitri Colupaev)	 ALL	3 min 21 s 50
2. Grande-Bretagne (Christopher Fox, Adam Brown, Ryan Bennett, Grant Turner)	 G-B	3 min 22 s 36
3. Belgique (Glenn Surgeloose, Pholien Systermans, François Heersbrandt, Yoris Grandjean)	 BEL	3 min 24 s 18
4. Italie (Marco Orsi, Cesare Sciocchetti, Damiano Lestingi, Michele Santucci)	 ITA	3 min 24 s 28
5. Pologne (Marcin Tarczynski, Krzysztof Wilk, Dawid Zieja, Konrad Czerniak)	 POL	3 min 25 s 84
6. Espagne (Eloi Saumell Montserrat, Eloy Sanchez Torres, Alberto Indarte Garcia, Jose Manuel Gonzalez Regueiro)	 ESP	3 min 26 s 59
7. Ukraine (Denys Dubrov, Vadym Fastenko, Serhiy Kyselyov, Oleksandr Isakov)	 UKR	3 min 27 s 86

- 4x200 m nage libre  - 18 juillet

1. Russie (Sergey Fesikov, Konstantin Kiselev, Dmitry Chechulin, Mikhail Polishchuk)	 RUS	7 min 23 s 34
2. Allemagne (Yannick Lebherz, Clemens Rapp, Christoph Fildebrandt, Robin Backhaus)	 ALL	7 min 23 s 56
3. Italie (Filippo Barbacini, Damiano Lestingi, Alex Di Giorgio, Cesare Sciocchetti)	 ITA	7 min 24 s 38
4. Grande-Bretagne (Christopher Fox, Ryan Bennett, Grant Turner, Christopher Walker-Hebborn)	 G-B	7 min 26 s 45
5. Pologne (Marcin Tarczynski, Krzysztof Wilk, Dawid Zieja, Mateusz Matczak)	 POL	7 min 35 s 05
6. France (Paul Chesnel, Benoît Debast, Arnaud Nabonne, Victor Merle)	 FRA	7 min 36 s 95
7. Belgique (Yoris Grandjean, Pholien Systermans, Thomas De Baets, Glenn Surgeloose) BEL	7 min 40 s 57
8. Biélorussie (Andrei Ilyin, Maksim Kitayev, Aliaksei Yantsevich, Aliaksandr Rybak)	 BLR	7 min 44 s 12

- 4x100 m 4 nages  - 18 juillet

1. Italie (Damiano Lestingi, Mattia Pesce, Marco Pellizzon, Michele Santucci) ITA	3 min 41 s 21
2. Grande-Bretagne (Marco Loughran, Max Partridge, James Doolan, Adam Brown)	 G-B	3 min 44 s 29
3. Hongrie (Gábor Balog, Daniel Gyurta, Péter Bordas, Adam Dajka)	 HON	3 min 44 s 43
4. Allemagne (Felix Wolf, Marco Koch, Marcel Luck, Dimitri Colupaev)	 ALL	3 min 44 s 59
5. Biélorussie (Pavel Sankovich, Viktor Vabishchevich, Yauheni Lazuka, Andrei Ilyin)